# Съюзени
„Съюзени“ (на английски: Allied) е военен трилър от 2016 г. на режисьора Робърт Земекис по сценарий на Травис Найт. Във филма участват Брад Пит, Марион Котияр, Джаред Харис, Саймън Макбърни и Лизи Каплан. Премиерата на филма се състои в Лос Анджелис на 9 ноември 2016 г. и е пуснат в САЩ на 23 ноември 2016 г. от „Парамаунт Пикчърс“.

## Актьорски състав
| Актьор          | Роля            |
| --------------- | --------------- |
| Брад Пит        | Макс Ватан      |
| Марион Котияр   | Мариан Бозежур  |
| Джаред Харис    | Франк Хелсоп    |
| Саймън Макбърни | S.O.E. Official |
| Лизи Каплан     | Бриджит Ватан   |
| Даниел Бетс     | Джордж Кавана   |
| Матю Гуд        | Гай Сангстър    |
| Камил Котин     | Моник           |

## В България
В България филмът е пуснат по кината на 2 декември 2016 г. от „Форум Филм България“.
На 4 февруари 2019 г. е излъчен по „Кино Нова“ с български дублаж. Екипът се състои от:
| Озвучаващи артисти  | Даниела Йорданова Петя Миладинова Елисавета Господинова Васил Бинев Здравко Методиев Георги Георгиев-Гого |
| Преводач            | Бисер Пачев                                                                                               |
| Тонрежисьор         | Стефан Дучев                                                                                              |
| Режисьор на дублажа | Димитър Кръстев                                                                                           |